# Bryce Courtenay

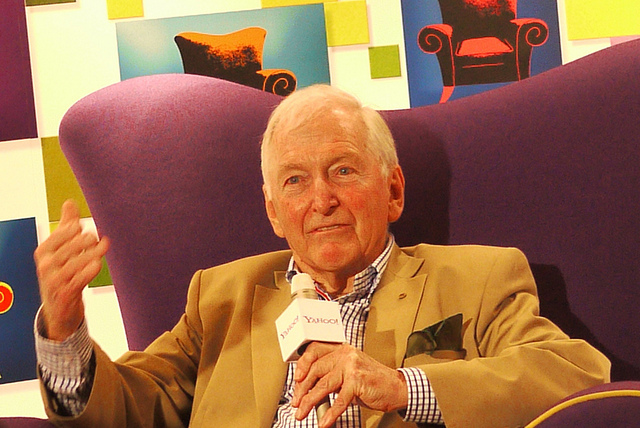
Bryce Courtenay.

Arthur Bryce Courtenay AO (Johannesburgo, 14 de agosto de 1933 − Canberra, 22 de novembro de 2012) foi um romancista de origem africana que viveu na Austrália e foi um dos autores de maior sucesso comercial. Seu principal livro africano foi The Power of One.

## Prêmios e honrarias
- 1995: Ordem da Austrália;
- 2005: Doutor em Letras (Honoris causa);
- 2010: Australia Post Legenda Literária.

## Morte
Ele morreu em sua casa, em Canberra, a 22 de novembro de 2012, devido a um câncer de estômago.